# Miguel (álbum)
Miguel é o quarto álbum do cantor espanhol Miguel Bosé, lançado em 1980.
Considerada pela crítica como o melhor álbum de Miguel Bosé durante a sua época CBS, Miguel volta a focar nas baladas românticas. Uma vez mais o disco ganhou versões internacionais, tendo como novidade um versão portuguesa e japonesa.

## Divulgação
"Morir de Amor" foi a canção mais conhecida, sendo executada nas rádios e apresentada em diversos programas de televisão. Nestas apresentações chamou-se a atenção para o talento de Bosé no balé, visto que o mesmo foi praticante. "Te Amaré", "Ensayo" e "Teorema" foram outras baladas destacadas. "Voy A Ganar" se tornou famosa por sua temática atlética, visto que acontecia neste ano as Olimpíadas na Rússia e a canção foi baseada neste evento. A sua versão em inglês (Olympic Games) foi bastante difundida e teve até videoclipe.
"Don Diablo" é uma canção mais alegre e seria recordada um ano depois, quando Bosé a interpretou juntamente com o grupo infantil Timbiriche, em sua apresentação oficial. Na Espanha a música também foi performada com o grupo infantil Parchis.

## Faixas[2]
Lado A
1. "Morir de Amor" - 4:07
2. "Give Me Your Love" - 4:05
3. "Te Amaré" - 3:29
4. "Señor Padre" - 2:59
5. "Ensayo" - 4:11

Lado B
1. "Voy A Ganar" - 3:07
2. "Girls, Girls, Girls" - 3:12
3. "Amante Y Perdedor" - 3:38
4. "Teorema" - 3:37
5. "Don Diablo" - 3:45
6. "Buona Notte Fiorellino" - 1:48

### Versão Brasileira
A versão brasileira faz uma mesclas entre músicas do atual álbum e sucessos dos discos anteriores, como por exemplo "Linda" e "Creo en Ti".
1. "Morrer de Amor" (Morir de Amor)
2. "Vou Te Amar" (Te Amaré)
3. "Dizer Adeus" (Decir Adiós)
4. "Niño de Palo"
5. "Me Dá Seu Amor" (Give Me Your Love)
6. "Creio em Ti" (Creo en Ti)
7. "Linda" (Em português)
8. "Seu Diabo" (Don Diablo)
9. "Eu Não Quero Mais Me Apaixonar" (Never Gonna Fall in Love Again)
10. "Noche Blanca en Munich"